# Luca Antonio Pagnini
Luca Antonio Pagnini, noto anche con lo pseudonimo di Eritisco Pilenejo (Pistoia, 15 gennaio 1737 – Pisa, 21 marzo 1814), è stato un religioso e grecista italiano carmelitano, autore di celebri traduzioni di poeti classici greci e latini che gli valsero l'ammirazione di Foscolo e Leopardi.

## Biografia
il P. Giuseppe Maria Pagnini, al secolo Luca Antonio, nacque a Pistoia il 15 gennaio 1757. Vestì l'abito dei Carmelitani nella chiesa dell'Ordine di Santa Maria Maggiore a Firenze nel 1755 prendendo il nome di Giuseppe Maria. Pastor arcade con il nome di Eristico Pilenejo, fu professore di lettere greche nella Regia Accademia di Parma e di lingua greca e poi di lettere italiane nell'Università di Pisa dove ebbe il grado di decano nella facoltà delle Lettere. Soppressi gli ordini monastici dopo l'annessione della Toscana all'impero francese, depose l'abito vivendo privatamente da sacerdote secolare. Il vescovo di Pistoia Francesco Toli gli diede un canonicato nella cattedrale. Accademico della Crusca dal 23 gennaio 1812 vinse, nel 1814, il premio dell'Accademia, con la sua traduzione di Orazio ("Le satire e l'epistole trasportate in verso italiano"). Morì a Pisa il 21 marzo 1814.